# هارتفورد (آرکانزاس)
هارتفورد (آرکانزاس) (به انگلیسی: Hartford, Arkansas) یک شهر در ایالات متحده آمریکا با جمعیت ۶۴۲ نفر است که در آرکانزاس واقع شده‌است.

## موقعیت جغرافیایی
موقعیت جغرافیایی شهرها و مناطق اطراف به شرح زیر است: